# Горний (Каменський міський округ)
Го́рний (рос. Горный) — селище у складі Каменського міського округу Свердловської області.
Населення — 275 осіб (2010, 282 у 2002).
Національний склад станом на 2002 рік: росіяни — 92 %.